# Кушаль, Михаил Лукьянович
Кушаль Михаил Лукьянович (род. 26 октября 1946 года, д. Докудово 1, Лидский район, Гродненская область, Белорусская ССР, СССР, ныне в составе Республики Беларусь) – советский и российский военачальник Пограничных войск, генерал-полковник (1995).

## Биография
Белорус. Окончил среднюю школу и профессионально-техническое училище. Работал каменщиком-монтажником в строительном управлении.
С августа 1965 года — на службе в Советской Армии. В 1968 году окончил Калининградское высшее военно-инженерное командное училище имени А. А. Жданова. Служил командиром сапёрного взвода в 2-й гвардейской мотострелковой Таманской дивизии Московского военного округа (Москва).
С 1969 года – в Пограничных войсках КГБ СССР, командир сапёрного взвода, с 1971 – командир инженерно-технической роты 57-го Уссурийского пограничного отряда Тихоокеанского пограничного округа. С 1973 по 1975 годы – начальник инженерно-технической службы 58-го Гродековского пограничного отряда.
В 1975 году окончил Военно-инженерную академию имени В. В. Куйбышева.  С 1975 года – офицер, затем старший офицер инженерного отдела, с 1982 – начальник инженерного отдела штаба Восточного пограничного округа. С этой должности был направлен в долгосрочную командировку в Афганистан, участник боевых действий Афганской войны.
С 1987 года служил в центральном аппарате Пограничных войск: заместитель начальника отдела – начальник группы инженерного обеспечения специальных задач 1-го отдела инженерно-технического управления Главного штаба Пограничных войск КГБ СССР. С июля 1990 года – первый заместитель начальника Центра управления вооружения и техники там же, а с конца 1991 года – в Комитете по охране государственной границы СССР. С августа 1992 года – заместитель командующего Пограничными войсками по вооружению – начальник вооружения Пограничных войск, с января 1994 года заместитель Главнокомандующего Пограничными войсками по вооружению – начальник Управления вооружения Пограничных войск, с 1995 года заместитель директора Федеральной пограничной службы Российской Федерации по вооружению – начальник вооружения Пограничных войск. Генерал-лейтенант (12.02.1994).
С октября 1998 года — заместитель директора Федеральной пограничной службы Российской Федерации – начальник Департамента вооружения ФПС России. Одновременно с марта 1999 года – председатель Научно-технического совета ФПС России. После присоединения ФПС России к ФСБ России в 2003 году находился в распоряжении директора ФСБ России, в том же году уволен в запас.
Живёт в Москве. Работал директором Московского филиала ОАО «Концерн «ИЖМАШ».

## Награды
- орден «За военные заслуги»
- орден Красной Звезды
- ордена «За службу Родине в Вооружённых Силах СССР» 2-й и 3-й степеней
- медали СССР и России
- ведомственные медали
- Почётный сотрудник погранслужбы (16.04.2001)
- Почётный пограничник 57-го пограничного отряда Тихоокеанского регионального управления ФПС России (9.08.2001)